# Ladányi László (író)
Ladányi László (Budapest, 1907. október 24. – Tel-Aviv, 1992. január 8.) magyar költő, író, dramaturg és riporter.

## Életútja, munkássága
Budapesten már fiatal korában elismert író volt, verseit, elbeszéléseit rendszeresen közölték az irodalmi lapokban. 50 éves korában kivándorolt Izraelbe, ahol folytatta az írást magyar nyelven. Írásai a helyi és külföldi lapokban jelentek meg. Magyarországon inkább verseket és színdarabokat írt. Izraelben új műfajra tért át, prózai írások, novellák és kisregények formájában. A kritikusok szerint írása újszerű hangon a realitás és a szimbólumokban kibontakozó költői látás szerencsés szintézise, ami hol lírai, hol filozofikus. Vezérmotívuma a háború félelmetes árnyékában, a sors vak eszközeként sodródó ember sóvárgása az öröm és a szépség után. Ugyanakkor finom humorral átszőtt szatírái derűsebb tájakra nyitnak ablakot és az életszerető humanizmus, a józan ész győzelmében bízó és ebben a hitben megújuló művész hangját idézik.

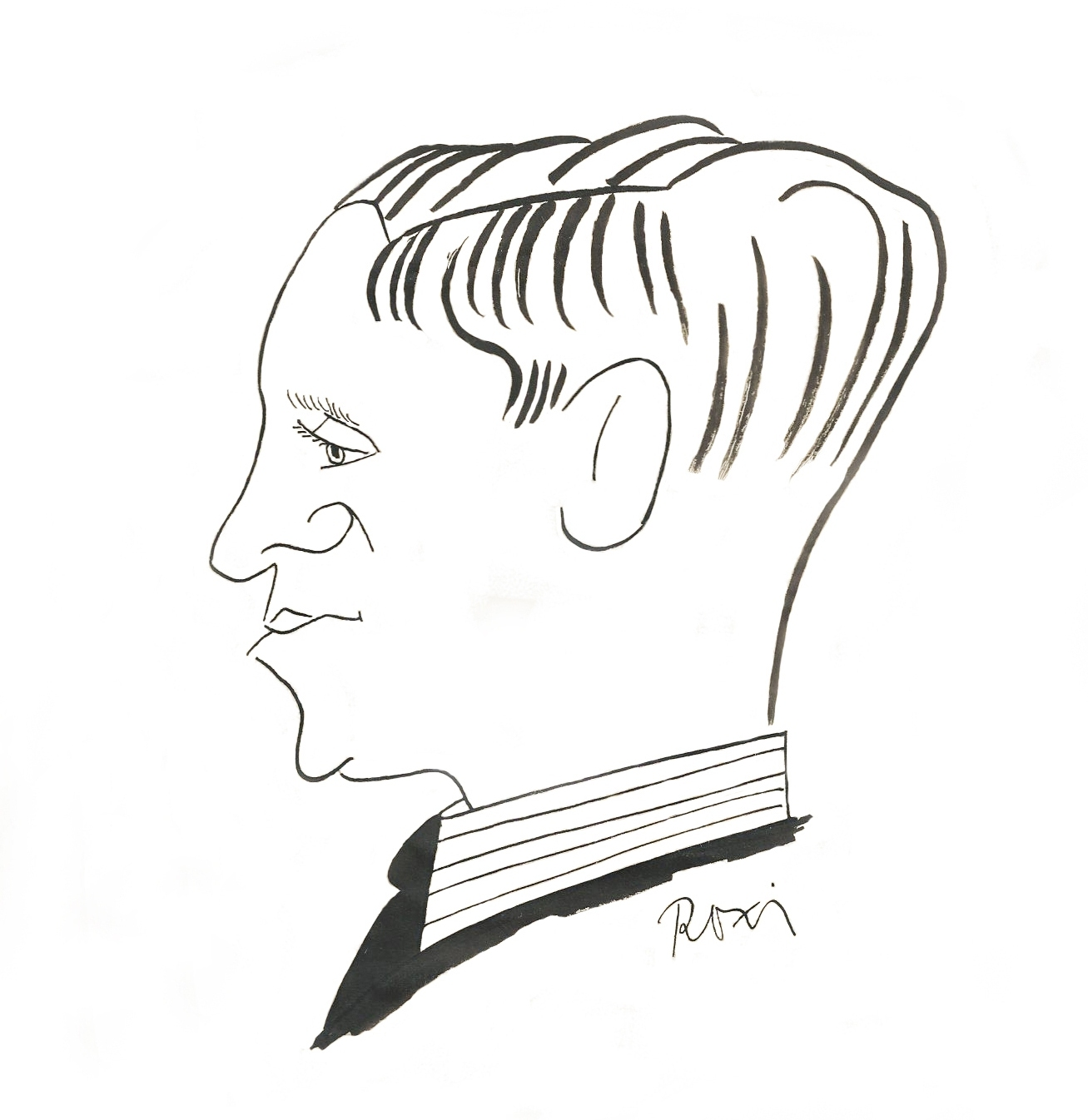
Ladányi László, karikatura

### Magyarországi évek
A Budapesti Kereskedelmi Akadémia középiskolájában érettségizett 1925-ben. Első verse 1923-ban jelent meg az „Új Századok” című irodalmi lapban. Később egymás után jelentek meg versei budapesti lapokban, majd a „Munkáskultúra” (Budapest, 1939), valamint a „Száz év zsidó magyar költői” (Budapest, 1942) antológiákban. Az „Új Idők” (1894–1949) című irodalmi lap munkatársa lett, 1936-tól számos versét a folyóirat közölte elsőként.
1940-ben jelent meg első verseskötete „Az éjszaka csodája” címen. Ugyanebben az évben, 1940-ben behívták munkaszolgálatra, ahol rövid megszakításokkal 1944-ig sínylődött. 1943 februárjában egynapos szabadságot kapott esküvőjére, amikor feleségül vette Utassy Editet, akivel haláláig együtt élt.
A háború után hazatérve csak feleségét és húgát találta életben, szüleit és sok közeli hozzátartozóját elhurcolták és meggyilkolták. 1945-ben felvették az akkor megalakult Magyar Írók Szövetségébe. Megjelent írásai: versek, riportok, színművek, mesék. 1953-ban háromfelvonásos verses színdarabját a budapesti Madách Színház adta elő szép sikerrel. A rádióban közvetítették „A vándormozis” című verses kisoperettjét, „Éjjel-nappal” című rádiójátékát és "Az én dzsinn barátom" című szatirikus verses darabját. Azonkívül számos versét és rádiójátékát is sugározták. Az 1956-os forradalom után, 1957 májusában feleségével és lányával kivándorolt Izraelbe, ahol haláláig élt.

### Az izraeli korszak
Az első években fényképészettel foglalkozott. Fényképei díjat nyertek és kiállításra kerültek az Újságírók Házában. 1967–1977 között az Izraeli Postaügyi Minisztériumnál dolgozott műszaki rajzolóként. Munkája mellett magyar nyelven folytatta tovább irodalmi tevékenységét. Az izraeli magyar nyelvű sajtóban, az „Új Kelet” napilap irodalmi részében és „A hét” című hetilapban rendszeresen jelentek meg novellái, folytatásos kisregényei és magyar fordításai.
A londoni Külföldi Írók Szövetségének tagja lett. A Londonban és később Párizsban megjelenő „Irodalmi Újság” huszonöt éven át rendszeresen közölte novelláit és verseit. A lap izraeli tudósítója lett, többek között az Eichmann-perről közölték riportjait. A Népszavában, melyet 1957–64-ig Kéthly Anna szerkesztésében Londonban adtak ki, szintén jelentek meg írásai. A „Látóhatár” című müncheni havilap (1957–1961) hosszabb novelláit közölte. Novellái a „Múlt és Jövő” 1991/2. tematikus kiadványában is szerepelnek. Ez a szám áttekintést ad az Izraelben élő legjelentősebb magyar alkotókról. Irodalmi munkásságáért 1971-ben Herzl, 1975-ben Nordau díjjal tüntették ki. 1970-ben tagja lett az Izraeli Írószövetségnek.
Az izraeli sajtó héberre fordított írásait közölte. Novellája jelent meg az izraeli új bevándorlók antológiájában is ("Begvulam" Éked kiadó, 1970). Verse megjelent „A csodaszarvas - magyar költészet kincsei” 3. kötetében. (Kétnyelvű kiadás. Éked kiadó 1989). Izraelben több könyve jelent meg, magyarul és héber fordításban is.
Sírfelirata a saját verse:
|  | „ Álmodni mert, de tenni nem. Célt keresett a semmiben, s mire a tettekre megérett, íme már el is múlt az élet...” |
|  | |

## Főbb művei
- Az éjszaka csodája (verseskötet), Márkus ny., Budapest 1940, 47 old.
- Élet és halál között (variációk, gondolatok egy Babits versre) 1962.
- Tűzözön (novelláskötet), lánya, Ladányi Éva illusztrációival, Ronelli Brothers, Tel-Aviv 1968, 236 old.
- Hálon Bárákija (Ablak az égen) (héberre fordított novelláskötet) lánya, Ladányi Éva illusztrációival, Maszada, Tel-Aviv 1974, 219 old.
- A lángoló özvegy (vidám regény és novellák) lánya, Dori Ladányi Éva illusztrációival, Ronelli Brothers, Tel-Aviv 1980, 259 old.
- Őszi verőfény (válogatott versek) Ronelli Brothers, Tel-Aviv 1982, 242 old.
- Látomás a falnál (regény és novellák) Ronelli Brothers, Tel-Aviv 1984, 197 old.
- Barátom a dzsinn (novellák, humoreszkek, versek), Tel-Aviv 1985, 409 old.
- Életem körhintája (regény és miniatűrök), Tel-Aviv 1987, 490 old.
- Francia négyes (elbeszélések, versek), Tel-Aviv 1989, 324 old.
- A lángoló özvegy (regény és novellák) Kovács István illusztrációival, Téka, Budapest 1990, 146 old.
- Gan haprachim sel Alex (Alex virágos kertje) (héberre fordított novelláskötet), Éked, Tel-Aviv 1994, 207 old.
- Ladányi László versei a szerző előadásában (hanganyag, magnó-kazettáról digitalizálva)

## Díjai
- 1971 – irodalmi Herzl-díj
- 1975 – irodalmi Nordau-díj